# 하이브리드 전력

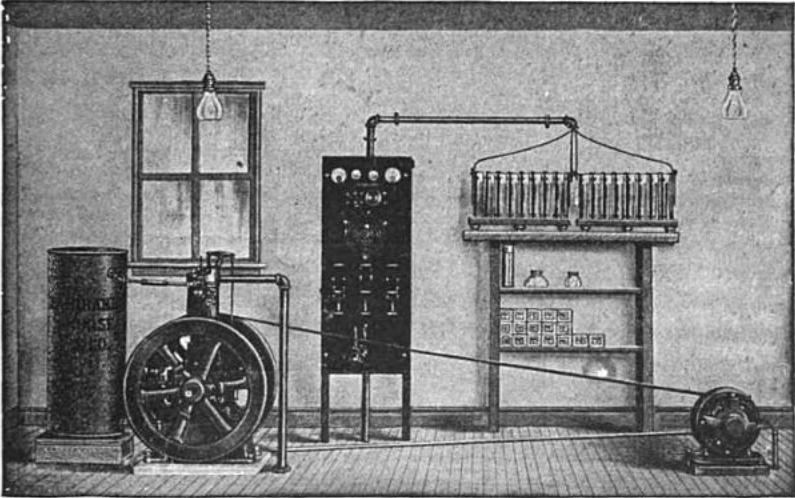
초기 하이브리드 전력 시스템. 가솔린 기관/등유 엔진이 다이너모를 구동하여 축전지를 충전한다.

하이브리드 전력(영어: Hybrid power)은 전력을 생산하기 위해 서로 다른 기술들을 결합한 것이다.
전력공학에서 '하이브리드'라는 용어는 전력 및 에너지 저장 시스템을 결합한 것을 의미한다.
하이브리드 전력에 사용되는 발전기 예시로는 태양광 발전, 풍력 터빈, 그리고 다양한 유형의 엔진-발전기(예: 디젤 발전기 세트) 등이 있다.
하이브리드 발전소에는 종종 재생 가능 에너지 요소(예: PV)가 포함되며, 이는 디젤 발전기 세트, 연료전지 또는 에너지 저장 시스템과 같은 두 번째 형태의 발전 또는 저장 장치를 통해 균형을 이룬다. 또한 일부 응용 분야에서는 열과 같은 다른 형태의 전력을 제공할 수 있다.

## 하이브리드 전력 시스템
하이브리드 시스템은 이름에서 알 수 있듯이, 일반적으로 태양광 발전(PV) 및 풍력 터빈과 같은 재생 가능 기술을 사용하여 두 가지 이상의 전력 생산 방식을 결합한다. 하이브리드 시스템은 다양한 발전 방법을 통해 높은 수준의 에너지 보안을 제공하며, 최대 공급 신뢰성과 보안을 보장하기 위해 종종 저장 시스템(배터리, 연료전지) 또는 소형 화석 연료 발전기를 포함한다.
하이브리드 재생 가능 에너지 시스템은 재생 가능 에너지 기술의 발전과 석유 제품 가격의 후속 상승으로 인해 외딴 지역에 전기를 공급하는 독립형 전력 시스템으로 인기를 얻고 있다. 하이브리드 에너지 시스템, 즉 하이브리드 전력은 일반적으로 두 가지 이상의 재생 에너지원을 함께 사용하여 시스템 효율성을 높이고 에너지 공급의 균형을 개선한다.

## 유형

### 수력 및 태양광
수상 태양광은 일반적으로 기존 수력 발전에 추가되며, 둘을 함께 건설하지는 않는다.

### 태양광 및 풍력

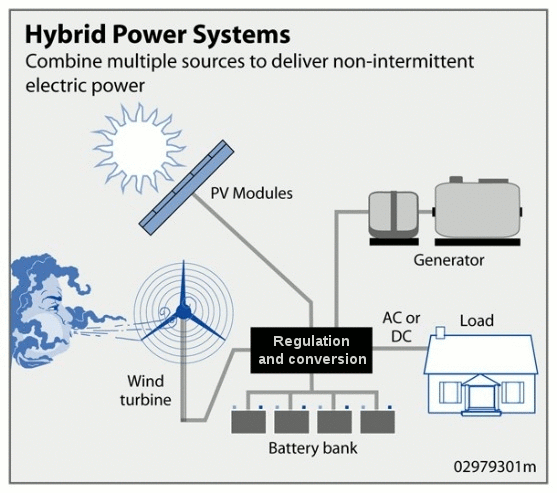
하이브리드 태양광 및 풍력 시스템

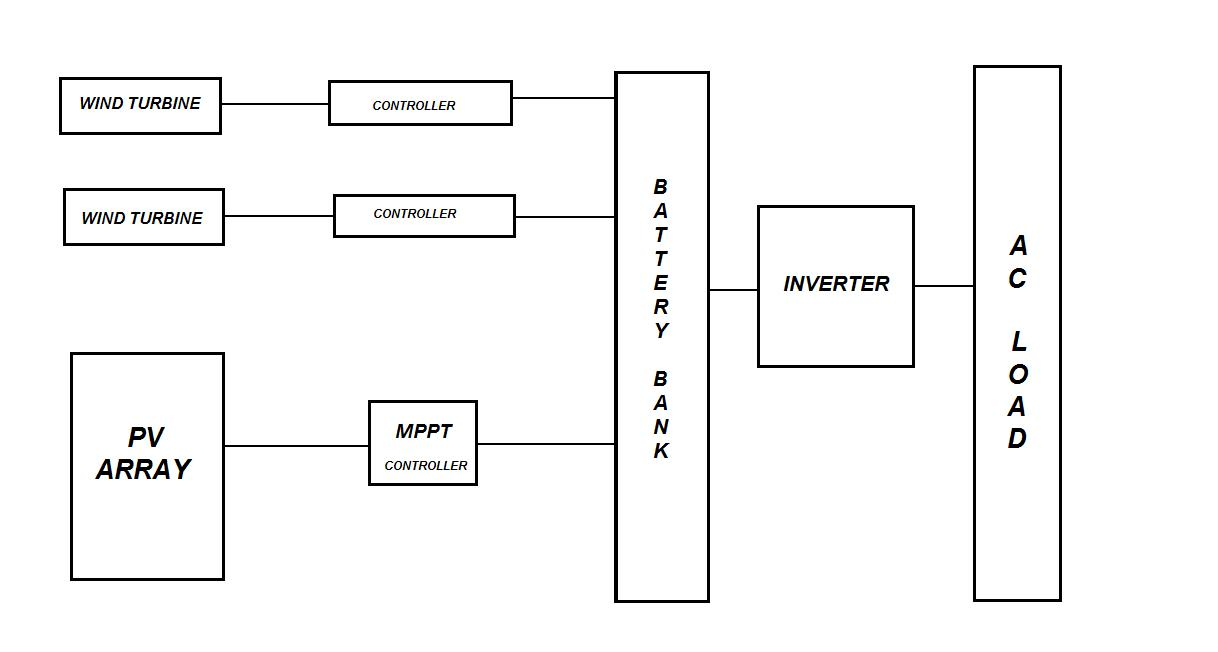
PV/풍력 하이브리드 에너지 시스템의 블록 다이어그램

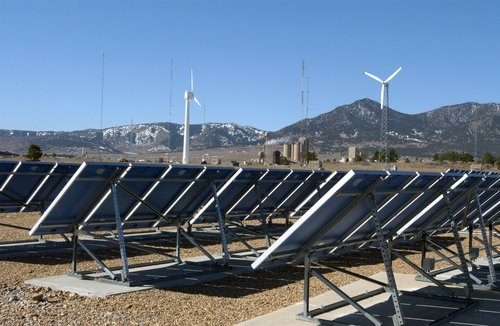
일반적인 풍력 및 태양광 하이브리드 시스템
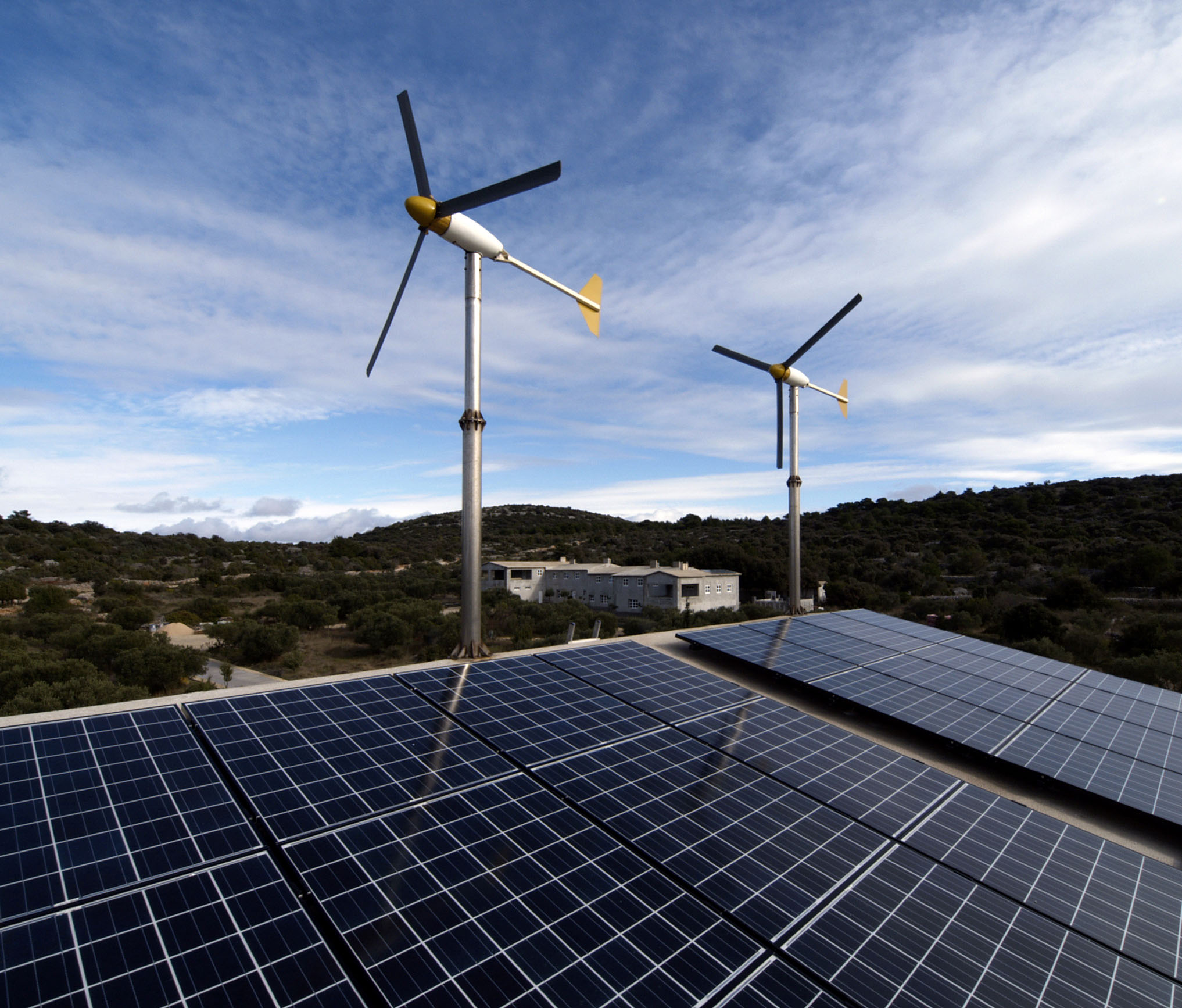
지레섬의 하이브리드 시스템, 크로아티아
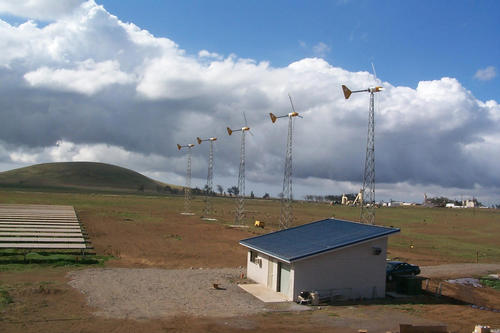
소형 풍력 터빈 및 태양광 하이브리드 시스템

하이브리드 에너지 시스템의 또 다른 예는 태양광 발전 어레이와 풍력 터빈의 결합이다. 이 조합은 겨울에는 풍력 터빈에서 더 많은 출력을 생성하고, 여름에는 태양광 모듈이 최대 출력을 생산한다. 하이브리드 에너지 시스템은 종종 풍력, 태양광, 지열 발전 또는 삼중 발전 독립형 시스템 단독보다 더 큰 경제적 및 환경적 이점을 제공한다.

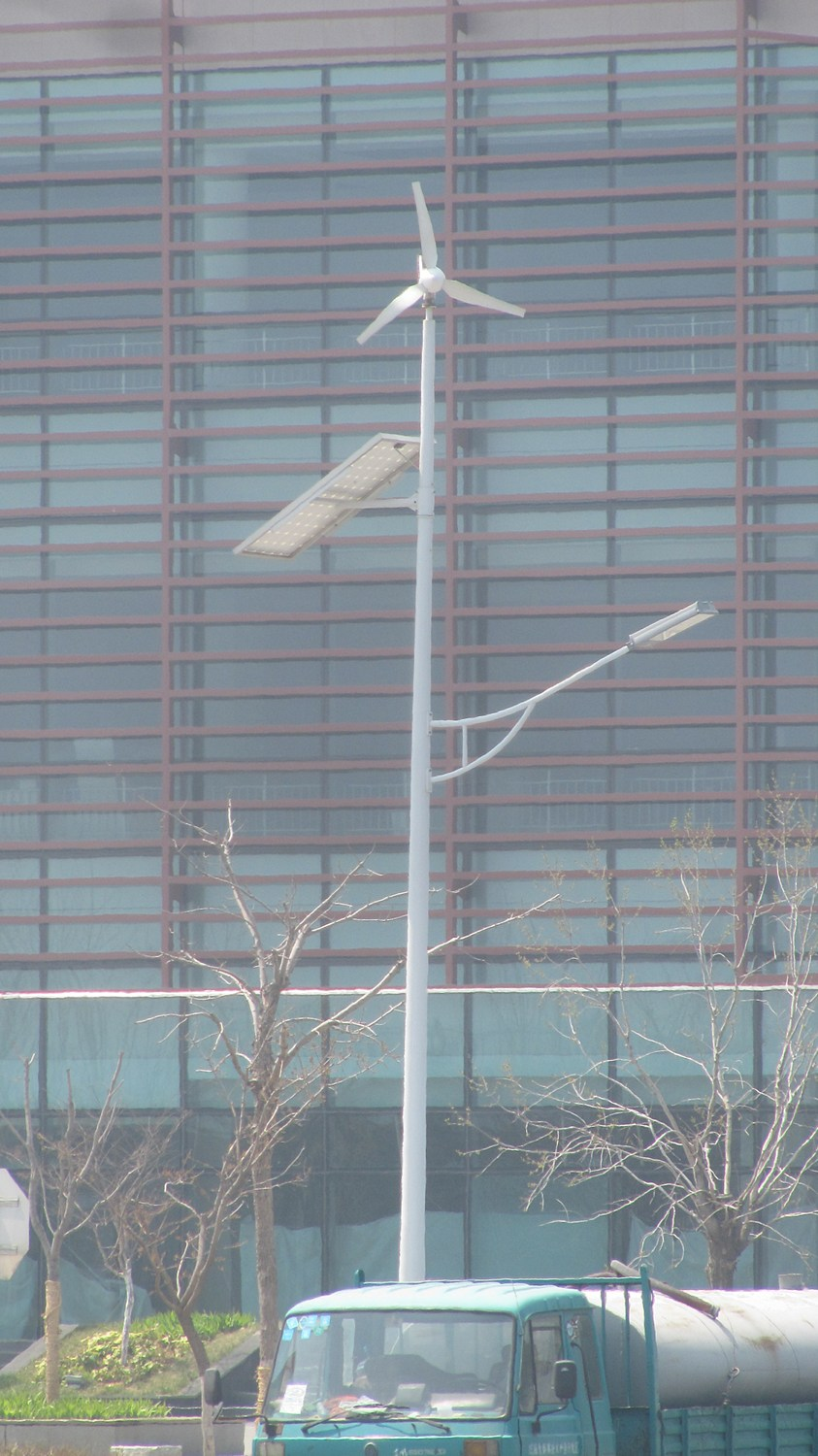
중국 산둥성 웨이하이시의 가로등 기둥에 설치된 태양광 패널과 결합된 수평축 풍력 터빈

풍력+태양광 시스템의 결합 사용은 많은 장소에서 자원이 역상관 관계를 가지므로 더 부드럽고 깨끗한 전력 출력을 가져온다. 따라서 풍력 및 태양광 시스템의 결합 사용은 대규모 그리드 통합에 매우 중요하다.
2019년 미네소타 서부에 500만 달러 규모의 하이브리드 시스템이 설치되었다. 이 시스템은 2MW 풍력 터빈의 인버터를 통해 500kW의 태양광 발전을 운영하여 용량 계수를 높이고 연간 15만 달러의 비용을 절감한다. 구매 계약에 따라 지역 배급업체는 자가 발전량을 최대 5%로 제한한다.
기존 풍력 터빈에 태양 전지판을 설치하는 것이 시험되었으나, 비행기에 위협이 되는 눈부신 빛을 생성했다. 해결책은 빛을 덜 반사하는 착색된 태양광 패널을 생산하는 것이었다. 또 다른 제안된 설계는 어떤 각도에서든 햇빛을 흡수할 수 있는 태양 전지로 코팅된 수직축 풍력 터빈을 사용하는 것이었다.
다른 태양광 하이브리드에는 태양광-풍력 시스템이 포함된다. 풍력과 태양광의 결합은 두 에너지원의 피크 작동 시간이 하루와 연중 다른 시간에 발생하므로 서로 보완한다는 장점이 있다. 이러한 하이브리드 시스템의 발전량은 각 구성 서브시스템보다 더 일정하고 변동이 적다.

### 수력 및 풍력
풍력-수력 시스템은 풍력 터빈과 양수 발전을 결합하여 전기 에너지를 생성한다. 이 조합은 오랫동안 논의의 대상이 되어 왔으며, 풍력 터빈도 시험한 실험 플랜트가 1970년대 후반 노바스코샤 전력에 의해 렉 코브 수력 발전소에서 구현되었지만, 10년 이내에 해체되었다. 이후 2010년 말까지 단일 위치에 다른 시스템은 구현되지 않았다.
풍력-수력 발전소는 풍력 발전 자원 전부 또는 상당 부분을 양수 저장 저수지에 물을 펌프하는 데 사용한다. 이 저수지는 계통 연계형 에너지 저장의 구현이다.
풍력과 그 발전 잠재력은 본질적으로 가변적이다. 그러나 이 에너지원이 양수 저장의 원리인 높은 고도의 저수지에 물을 펌프하는 데 사용되면, 물의 잠재 에너지는 비교적 안정적이며 필요할 때 수력 발전소로 방출하여 전력을 생성하는 데 사용될 수 있다. 이 조합은 대규모 전력망에 연결되지 않은 섬에 특히 적합하다고 설명되어 왔다.
1980년대에는 네덜란드에서 설치가 제안되었다. 에이설호가 저수지로 사용되고, 풍력 터빈은 그 제방에 위치할 예정이었다. 뉴펀들랜드 래브라도주의 라메아 섬과 로어 브룰레 인디언 보호구역 (사우스다코타주)에 설치를 위한 타당성 조사가 수행되었다.
2010년 기준 그리스 이카리아섬에 설치가 건설 단계에 들어섰다.
엘이에로섬은 세계 최초의 풍력-수력 발전소가 완공될 예정인 곳이다. 커런트 TV는 이를 "지구의 지속 가능한 미래를 위한 청사진"이라고 불렀다. 이 시스템은 섬 전력의 80-100%를 충당하도록 설계되었으며 2012년에 가동될 예정이었다. 그러나 이러한 기대는 실제로 실현되지 않았다. 이는 아마도 부적절한 저수지 용량과 계통 안정성 문제 때문인 것으로 보인다.
RE100 시스템은 풍력 또는 태양광 발전의 과도한 용량을 필요로 한다.

### 태양광 PV 및 태양열
태양광 PV는 낮 동안 더 저렴한 간헐적 전력을 생산하지만, 24시간 내내 전력을 공급하기 위해서는 지속 가능한 발전원의 지원이 필요하다. 열 저장을 갖춘 집광형 태양광 발전소는 24시간 내내 전기를 공급하는 깨끗한 지속 가능한 발전이다. 이들은 부하 요구를 완벽하게 충족시키고, 낮에 추출된 태양 에너지가 초과될 경우 기저부하 발전소로 작동할 수 있다. 태양열(열 저장 유형)과 태양광 PV의 적절한 혼합은 값비싼 배터리 저장 없이도 부하 변동에 완벽하게 대응할 수 있다.
낮 시간 동안, 태양열 저장 발전소의 추가 보조 전력 소비는 정격 용량의 거의 10%에 달하며, 이는 열에너지 형태로 태양 에너지를 추출하는 과정에 사용된다. 이 보조 전력 요구 사항은 태양열 및 태양광 발전소를 혼합한 하이브리드 태양광 발전소를 구상함으로써 더 저렴한 태양광 PV 발전소에서 공급될 수 있다. 또한 전력 비용을 최적화하기 위해 낮 동안은 더 저렴한 태양광 PV 발전소(33% 발전)에서 전력을 생산하고, 나머지 시간은 태양열 저장 발전소(태양광 발전탑 및 파라볼릭 트로프 유형에서 67% 발전)에서 24시간 기저 부하 운영을 위해 전력을 생산할 수 있다. 몬순 계절의 흐린 날처럼 현지에서 햇빛 부족으로 태양열 저장 발전소가 강제로 유휴 상태가 될 때, 태양광 PV, 풍력 및 수력 발전소에서 나오는 값싼 잉여/불확실한 전력을 (덜 효율적이지만, 대용량 저비용 배터리 저장 시스템과 유사하게) 소비하여 용융염을 더 높은 온도로 가열함으로써 전력 판매 가격이 수익성이 있을 때 피크 수요 시간 동안 저장된 열에너지를 전기로 변환하는 것도 가능하다.

### 태양광 PV, 배터리 및 전력망

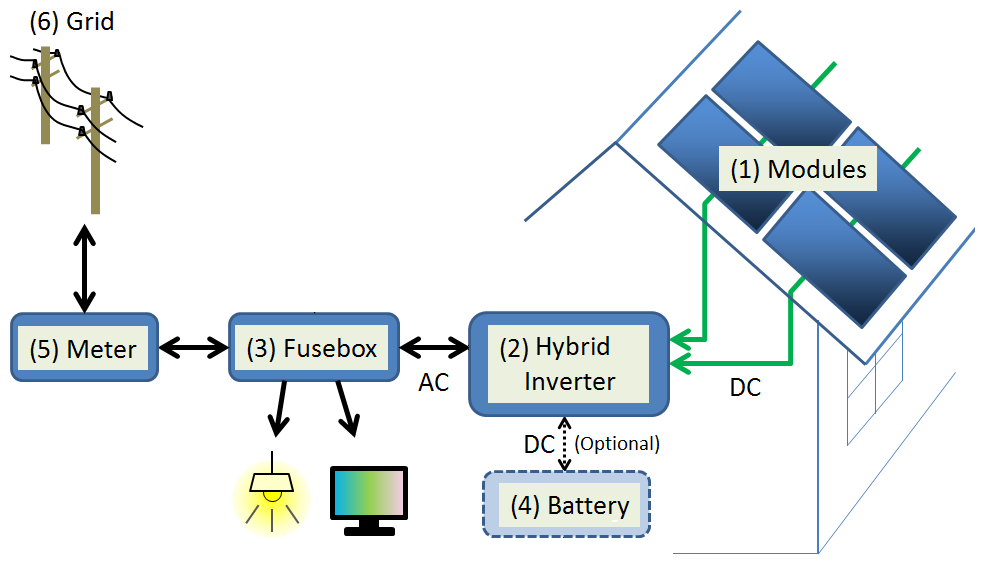
가정용으로 사용되는 지능형 하이브리드 인버터 시스템 다이어그램

태양광 PV는 가변적인 출력을 제공하며, 이는 배터리 저장 장치로 버퍼링될 수 있다. 그러나 하루 중 생산량, 그리고 많은 지역에서는 계절에 따라 큰 변동이 있다. 배터리는 전력을 부하에 맞추는 데 도움이 된다. 하이브리드 태양광 인버터는 또한 저렴한 요금으로 인출된 저렴한 전기를 저장할 수 있게 한다.
2024년 기준, 미국에는 288개의 태양광+배터리 발전소가 있으며, 저장 용량은 7.8GW 전력 및 24.2GWh 에너지이다.

### 풍력-수소 시스템
풍력 에너지를 저장하는 한 가지 방법은 물의 전기 분해를 통한 수소 생산이다. 이 수소는 수요가 풍력만으로는 충족될 수 없는 기간에 전기를 생산하는 데 사용된다. 저장된 수소의 에너지는 연료전지 기술이나 내연기관과 발전기를 연결하여 전력으로 변환될 수 있다.
수소 저장을 성공적으로 수행하는 데는 전력 시스템에 사용되는 재료의 수소취성화와 같이 극복해야 할 많은 문제들이 있다.
이 기술은 여러 나라에서 개발되고 있다. 2007년 기술 시험 장소에는 다음이 포함되었다.
| 지역사회                               | 국가                  | 풍력 MW |
| -------------------------------------- | --------------------- | ------- |
| 라메아 (뉴펀들랜드 래브라도 주)        | 캐나다 뉴펀들랜드     | 0.3     |
| 프린스에드워드아일랜드 풍력-수소 마을  | 캐나다 PEI            |         |
| 롤란섬                                 | 덴마크                |         |
| 마이놋 (노스다코타주)                  | 미국 노스다코타       |         |
| 코루엘 카이케                          | 아르헨티나 산타크루스 |         |
| 레이디무어 재생 에너지 프로젝트 (LREP) | 스코틀랜드            |         |
| 헌터스턴 수소 프로젝트                 | 스코틀랜드            |         |
| RES2H2                                 | 그리스                | 0.50    |
| 언스트                                 | 스코틀랜드            | 0.03    |
| 우트시라                               | 노르웨이              | 0.60    |

### 풍력 및 디젤
풍력-디젤 하이브리드 전력 시스템은 디젤 발전기와 풍력 터빈을 결합하며, 일반적으로 에너지 저장 장치, 전력 변환기, 다양한 제어 부품과 같은 보조 장비와 함께 전기를 생성한다. 이 시스템은 전력망에 연결되지 않은 외딴 지역 사회 및 시설에서 전력 생산 용량을 늘리고 비용 및 환경 영향을 줄이기 위해 설계되었다. 풍력-디젤 하이브리드 시스템은 오염을 유발하고 운송 비용이 많이 드는 디젤 연료에 대한 의존도를 줄여준다.
최근 캐나다 북부에서는 광업 산업에 의해 풍력-디젤 하이브리드 전력 시스템이 건설되었다. 캐나다 노스웨스트 준주의 라크 드 그라와 누나빅의 웅가바 반도 카티니크의 외딴 지역에서 두 가지 시스템이 광산의 연료를 절약하는 데 사용된다. 아르헨티나에도 또 다른 시스템이 있다.

### 복합 발전 수소 발전소

2022년 독일의 2주간 재생 가능 및 기존 에너지 생산량. 풍력 및 PV 생산량이 낮은 시간대에는 경질탄과 가스가 부족분을 채운다. 원자력 및 바이오매스는 거의 유연성을 보이지 않는다. PV는 낮 시간 동안 증가된 소비량을 따르지만 계절에 따라 변동한다.

풍력 및 태양광 발전은 기저부하 에너지처럼 일관적이지 않은 가변 재생 에너지원이며, 복합 발전 수소 발전소는 전기 분해를 통해 과잉 에너지를 포착하여 재생 에너지에 도움을 줄 수 있으므로, 에너지를 충분히 생산하지 못할 때 부족분을 채울 수 있다.

### 기타 하이브리드 전력 시스템
압축 공기 에너지 저장 (CAES)을 사용하는 발전소에서는 전기를 사용하여 공기를 압축하고 동굴이나 폐광과 같은 지하 시설에 저장한다. 이후 전력 수요가 높은 시기에 공기가 방출되어 터빈을 구동하며, 일반적으로 보조 천연가스를 사용한다. CAES를 상당 부분 활용하는 발전소는 매킨토시 (앨라배마주), 독일, 일본에서 운영 중이다. 시스템의 단점으로는 CAES 과정에서의 일부 에너지 손실이 있다. 또한 천연가스와 같은 화석 연료의 보조 사용이 필요하다는 점은 이 시스템들이 재생 가능 에너지를 완전히 활용하지 못한다는 것을 의미한다.
2015년에 상업 운전을 시작할 예정인 아이오와 저장 에너지 공원은 아이오와주의 풍력 발전 단지를 CAES와 함께 에너지원으로 활용할 예정이다.
태양광과 지열을 결합하는 것도 가능하다.

### 태양광 및 디젤
일반적인 유형은 태양광 발전(PV)과 디젤 발전기 또는 디젤 발전 세트를 결합한 태양광-디젤 하이브리드 시스템이다. 이는 PV가 거의 한계 비용이 없고 전력망에서 우선적으로 취급되기 때문이다. 디젤 발전 세트는 현재 부하와 PV 시스템의 실제 발전량 사이의 간극을 지속적으로 채우는 데 사용된다.
태양 에너지는 변동성이 크고 디젤 발전기의 발전 용량은 특정 범위로 제한되므로, 하이브리드 시스템의 전체 발전에 대한 태양광의 기여를 최적화하기 위해 배터리 저장 장치를 포함하는 것이 종종 실현 가능한 옵션이다.
태양광 및 풍력 에너지로 디젤 사용을 줄이는 최적의 비즈니스 사례는 일반적으로 외딴 지역에서 찾을 수 있다. 이러한 지역은 종종 전력망에 연결되어 있지 않으며 장거리 디젤 운송 비용이 비싸기 때문이다. 이러한 응용 분야는 광업 부문, 무선 및 데이터 통신 시스템을 위한 산악 지역, 그리고 섬에서 많이 찾아볼 수 있다.
디젤 발전기는 주로 밤에 태양광 발전이 배터리에 충전을 제공하지 않을 때 시동해야 한다. 고산 지역에서는 디젤 엔진이 저온에서 시동 및 부하 인수에 좋지 않기 때문에 매우 문제가 될 수 있다. 이는 종종 시동 실패를 야기한다. 디젤 엔진은 대기 구성에서 일반적으로 전기적으로 예열된다. 전기 예열기는 태양광-디젤 하이브리드 전력 시스템에 적용될 수 없는데, 예열기가 배터리 시스템에서 너무 많은 충전을 소비하기 때문이다.
2015년 7개국에서 수행된 사례 연구에 따르면, 모든 경우에 미니 그리드와 독립형 그리드를 하이브리드화함으로써 발전 비용을 줄일 수 있다는 결론이 나왔다. 그러나 태양광 발전이 포함된 디젤 발전 전력망의 재정 비용은 중요하며 발전소의 소유 구조에 크게 의존한다. 국영 전력 회사의 경우 비용 절감이 상당할 수 있지만, 연구 당시의 역사적 비용을 고려할 때 독립 전력 생산자와 같은 비공공 전력 회사의 경우 단기적인 경제적 이점이 미미하거나 심지어 부정적일 수 있음이 확인되었다.

### 두 가지 이상의 에너지원
풍력과 태양광에 파력 발전을 추가하는 것도 가능할 수 있다.

## 같이 보기
- 독립형 전력 시스템
- 에너지 저장 발전소 목록
- 분산 발전
- 태양열 PV 복합 태양열 집열기